# Шляхи світу
Шляхи світу (англ. The Way of the World) - комедія реставрація англійського драматурга Вільяма Конгріва, вперше опублікована в 1700 році. П'єса до сьогодні ставиться у театрах і вважається однією з найвдаліших комедій в англійській літературі епохи Реставрації.

## Зміст
П'єса розповідає про дошлюбні пригоди юної Мірабелли та прекрасного Мілламанта. Останній не може одружитися з коханою через протидію своєї тітки, леді Вішфорт. Закохані роблять неодноразові спроби переконати стару жінку прихильніше поставитися до Мірабелли, зрештою вдаючись до класичного театрального прийому перевдягання, щоб обдурити вдову.

## Аналіз
По жанру ця комедія епохи Реставрації перегукується з ранніми комедіями звичаїв Джорджа Етерідже, що з'явилися кількома роками раніше. Все в ній є приводом для сатири та безкомпромісного зображення тогочасного суспільства. Хоча цей термін зазвичай не застосовується до театру, п'єса є частиною августиніанської літератури (цинізм, іронія).
"Шляхи світу" відомий своїм надзвичайно складним сюжетом, і вже тоді глядачам могло бути важко зрозуміти довгі діалоги. Сьогодні це ще більш актуально, оскільки текст містить низку архаїзмів, а також посилання на майже забутих авторів (зокрема, Френсіс Кворлс та Вільям Прінн).
Це, безперечно, найкраща п'єса автора, але вона провалилася настільки, що поклала край літературній кар'єрі Конґрева.

### Імена дійових осіб
Імена героїв п'єси, що є доволі поширеним явищем у літературі, самі по собі вказують на характеристики тих, хто їх носить. Наприклад, можна легко впізнати "тисячу коханців" у Мілламанті, або "вішфорт" (або "бажання") в імені леді Вішфорт, яка палко сподівається знайти чоловіка, незважаючи на свій похилий вік. Не дивно також, що лиходія звуть Фейналл ("прикидатися").

## Критика
Кілька аспектів п'єси викликають критичні дискусії:
- Кохання, виражене у п'єсі, як правило, зосереджене на матеріальній вигоді, а не на любові до партнера.
- Підпорядкування жінки чоловікові за законом і звичаями того часу та спроба покращити становище дружини лежать в основі сцени, де Мілламант висуває свої умови шлюбного контракту з Мірабеллою.
- Жодного з персонажів п'єси не можна назвати "добрим", і тому важко знайти героя чи героїню, чи взагалі когось, хто заслуговує на симпатію.